# Вайлдвуд-Лейк (Теннессі)
Вайлдвуд-Лейк (англ. Wildwood Lake) — переписна місцевість (CDP) в США, в окрузі Бредлі штату Теннессі. Населення — 3286 осіб (2020).

## Географія
Вайлдвуд-Лейк розташований за координатами 35°5′18″ пн. ш. 84°50′52″ зх. д. / 35.08833° пн. ш. 84.84778° зх. д. (35.088230, -84.847715).  За даними Бюро перепису населення США в 2010 році переписна місцевість мала площу 31,26 км², з яких 31,14 км² — суходіл та 0,12 км² — водойми.

## Демографія
Згідно з переписом 2010 року, у переписній місцевості мешкали 3124 особи в 1261 домогосподарстві у складі 912 родин. Густота населення становила 100 осіб/км².  Було 1364 помешкання (44/км²).
Расовий склад населення:
| - 96,3 % — білих - 0,9 % — чорних або афроамериканців - 0,3 % — корінних американців |

До двох чи більше рас належало 1,6 %. Частка іспаномовних становила 2,6 % від усіх жителів.
За віковим діапазоном населення розподілялося таким чином: 21,7 % — особи молодші 18 років, 63,2 % — особи у віці 18—64 років, 15,1 % — особи у віці 65 років та старші. Медіана віку мешканця становила 41,4 року. На 100 осіб жіночої статі у переписній місцевості припадало 96,0 чоловіків;  на 100 жінок у віці від 18 років та старших — 95,1 чоловіків також старших 18 років.
Середній дохід на одне домашнє господарство  становив 46 288 доларів США (медіана — 31 310), а середній дохід на одну сім'ю — 48 739 доларів (медіана — 35 667). За межею бідності перебувало 19,6 % осіб, у тому числі 24,5 % дітей у віці до 18 років та 19,1 % осіб у віці 65 років та старших.
Цивільне працевлаштоване населення становило 1244 особи. Основні галузі зайнятості: освіта, охорона здоров'я та соціальна допомога — 26,4 %, виробництво — 17,3 %, мистецтво, розваги та відпочинок — 12,4 %, роздрібна торгівля — 8,7 %.